# Секундаккорд

Малый мажорный септаккорд и его обращения: квинтсекстаккорд, терцквартаккорд, секундаккорд

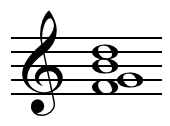
Секундаккорд от ноты фа.

Секу̀ндакко́рд — аккорд, состоящий из четырёх звуков расположенных по терциям, третье обращение септаккорда с септимой в основании. Прима, терция и квинта аккорда перенесены на октаву вверх. Назван по интервалу секунда между двумя нижними нотами аккорда (септимой и перенесённой вверх примой).
Так как основной тон (нижний звук) септаккорда может располагаться на любой ступени, нижний звук секундаккорда также может оказаться на любой ступени лада. Сокращённо секундаккорд обозначают буквой, указывающей ладовое положение соответствующего ему не обращённого септаккорда, и цифрой 2. Например, тонический секундаккорд обозначается {\displaystyle T_{2}}; в тональности до мажор он будет содержать звуки (снизу вверх) си, до, ми и соль.
Часто встречающиеся секундаккорды отвечают часто встречающимся септаккордам II-й, V-й и VII-й ступеней. Самым распространённым является септаккорд V-й ступени (иначе: доминантсептаккорд). Обозначение соответствующего секундаккорда {\displaystyle D_{2}}; в до мажоре содержит звуки (снизу вверх) фа, соль, си, ре (см. рисунок).